# Tapacul cellablanc
El tapacul cellablanc (Scytalopus superciliaris) és una espècie d'ocell de la família dels rinocríptids (Rhinocryptidae).

## Hàbitat i distribució
Habita el sotabosc prop de petites corrents fluvials dels vessants dels Andes als nord-oest de l'Argentina.